# Nebe na zemi
Nebe na zemi, Osvobozené divadlo o prologu a jedenácti obrazech je 23. divadelní hra autorů Jana Wericha a Jiřího Voskovce s hudbou Jaroslava Ježka, v Osvobozeném divadle. Premiéra byla 23. září 1936. Režie Jindřich Honzl, hudba Jaroslav Ježek, choreografie Saša Machov, výprava a kostýmy František Zelenka. 
Inspirací autorům byl motiv staroanglické hry Johna Fletchera – Španělský kněz. Děj však přenesli do mytologicko-renesanční atmosféry. Hra se odehrává na Olympu a v malém městě kdekoliv a kdykoliv je Vám libo, neboť jak říká bůh Merkur ve hře „Nezáleží na jménu obce, lidi, lidi ti jsou všude stejní …“

## Charakteristika
V početném repertoáru Osvobozeného divadla z pera Jana Wericha a Jiřího Voskovce zaujímá zvláštní místo trojice her, které jsou adaptací cizích předloh. V+W sahali patrně po cizím vzoru, když bylo potřeba rychle nasadit novinku a když se sami ještě rozmýšleli nad svou další vlastní hrou. V roce 1935 navštívil Jan Werich a Jaroslavem Ježkem Moskvu, kde viděli Fletcherovu hru Španělský kněz a hned je v tom upoutalo, že má dvě postavy, kněze a kostelníka, které by se dobře hodily pro V+W. Když se vrátili do Prahy, požádali Julia Fučíka, aby jim opatřil ruský překlad této hry a pomohl jim vyhledat i překladatele.
Touto hrou se Osvobození vrátili zpět na jeviště Osvobozeného divadla ve Vodičkově ulici po jednoročním odskoku na malou scénu divadla Rokoko, kde hráli odbojnou hru Balada z hadrů pod hlavičkou Spoutaného divadla.
Nebe na zemi ožilo znovu 5. června 1951 v Divadle čs.filmu v Karlíně. Text nově upravil Jan Werich s Janem Rychlíkem, hudbu Jaroslava Ježka doplnil Václav Trojan. V režii Jiřího Frejky navrhl dekorace a kostýmy Jiří Trnka. Horácia Dardu hrál Vlasta Burian

## Osoby a premiérové obsazení
| Jupiter                                     | V. Šmeral     |
| Juno                                        | M. Zieglerová |
| Merkur                                      | S. Machov     |
| Vittorio Bartolus, notář                    | J. Plachta    |
| Amaranta, jeho žena                         | E. Adamová    |
| Caverna, velkostatkář                       | F. Filipovský |
| Catastrofa, jeho žena                       | J. Švabíková  |
| Camilio, jeho mladší bratr                  | B. Záhorský   |
| Horacio Darda, kněz Jupiterův               | J. Werich     |
| Scipio Calaber, kostelník chrámu Jupiterova | J. Voskovec   |
| Rakvář                                      | F. Černý      |
| První sousedka                              | I. Lechnýřová |
| Druhá sousedka                              | J. Černá      |
| Komorná                                     | Z. Rubínová   |
| Starý farník                                | J. Malec      |

Děje se na Olympu a v malém městě, kdekoliv je vám libo

## Děj
Hra začíná prologem, manželskou hádkou mezi nevěrným bohem Jupiterem a jeho ženou Juno. Rozezlený Jupiter na sebe bere lidskou podobu a jde mezi lidi.  Tam potká notářovu ženu Amarandu a zatouží po ní. S pomocí boha Marta a falešného doporučení, požádá kněze a kostelníka Jupiterova chrámu, aby mu dopomohli se dostat do notářova domu jako koncipient. Ti jsou za úplatek ochotni udělat vše. Velkostatkář Caverna nemůže mít děti a tudíž ani dědice jeho velkého majetku. Navrhne proto knězi falešnou adopci, aby dědictví nespadlo do klína jeho bratrovi, který se nečekaně vrátil ze světa. Kněz a kostelník slíbí někoho najít, kdo by se naoko stal jejich dědicem a vzpomenou si na mladíka, kterého doporučili do Bartolova domu. Převlečený Jupiter souhlasí se sehráním přidělené role za protislužbu: chce, aby odlákali na hodinu manžela z domu, a mohl tak být s manželkou sám. Kněz proto předstírá smrtelnou nemoc a potřebuje sepsat poslední vůli. Zdržení manžela z domu ani nevyjde, stejně tak jako následná podvodná adopce. Proradná manželka Catastrofa plánuje se zbavit manžela a vzít si jeho bratra. Nakonec se objeví Jupiter ve své božské podobě a vše vysvětlí.

## Hudba
Ve hře zazní balet Metamorfosy, písně Nebe na zemi, Vousatý svět, operní parodie Buďte blahořečený.

### Nahrávky
Některé písně a orchestrální skladby byly v listopadu 1937 a v dubnu 1938 zaznamenány na gramofonové desky firmy Ultraphon:
1. Nebe na zemi, Jaroslav Ježek, orchestrální skladba, dirigent Marco Baben
2. Vousatý svět, Jaroslav Ježek / Voskovec a Werich, zpívají V+W, dirigent Marco Baben
3. Echoes of the Music Hall, Jaroslav Ježek, orchestrální skladba, dirigent Marco Baben
4. Nebe na zemi, Jaroslav Ježek / Voskovec a Werich, zpívá Vladimír Šmeral, dirigent Marco Baben
5. Politické nebe na zemi, Jaroslav Ježek / Voskovec a Werich, zpívají V+W, dirigent  Marco Baben
6. Black Dream, Jaroslav Ježek, orchestrální skladba, dirigent Marco Baben
7. Buďte blahořečený, Jaroslav Ježek / Voskovec a Werich, zpívají Jindřich Plachta, Vladimír Šmeral, V+W, dirigent Jaroslav Ježek.[1]